# Paride Grillo
Pour les articles homonymes, voir Grillo.
Paride Grillo, né le 23 mars 1982 à Varèse, est un coureur cycliste italien, professionnel entre 2005 et 2010. Il fait ses débuts professionnels en 2005 dans l'équipe Ceramiche Panaria, devenue CSF Group Navigare en 2008.

## Biographie
En 2007, son niveau d'hématocrite dépasse 50 % avant le début de la première étape du Tour de Valence. Il n'est pas autorisé à prendre le départ et doit rester deux semaines sans courir.
Après une année 2008 durant laquelle il se remet d'un grave accident de la circulation, il devient maçon dans l'entreprise familiale. Paride Grillo reprend la compétition chez Carmiooro-NGC en 2010.

## Palmarès

### Palmarès amateur
- 2001
  - Circuito Mezzanese
  - 2e de la Piccola Coppa Agostoni
- 2002
  - Coppa Città di Melzo
  - Coppa Romano Ballerini
  - Circuito Alzanese
  - Circuito Pievese
  - Gran Premio Somma
  - 2e du Trophée Antonietto Rancilio
  - 2e de la Coppa Comune di Livraga
- 2003
  - Coppa Lanciotto Ballerini
  - Coppa Romano Ballerini
  - Targa d'Oro Città di Legnano
  - Trofeo Pina e Mario Bazzigaluppi
  - Circuito Alzanese
  - Circuito Pievese
  - 2e de la Coppa Caduti di Buscate
  - 2e du Trofeo Luciano Pasinetti
  - 2e de la Targa Libero Ferrario
  - 3e du Trophée Antonietto Rancilio
  - 3e du Gran Premio della Possenta
- 2004
  - Trofeo Franco Balestra
  - Trophée Antonietto Rancilio
  - Trofeo Vittorio e Marco Boffi
  - Circuito Salese
  - Trofeo Comune di Pegognaga
  - Circuito Silvanese
  - 2e du Trophée Visentini
  - 2e de la Medaglia d'Oro Pagani-Landoni
  - 3e de la Coppa San Geo
  - 3e du Circuito del Porto-Trofeo Arvedi

### Palmarès professionnel
| - 2005 - 5e étape du Circuit de Lorraine - 4e étape du Tour du Danemark - 2e du Mémorial Cimurri - 3e du Grand Prix Bruno Beghelli - 3e du Tour du Piémont - 2006 - Grand Prix de la ville de Rennes - 2ea étape du Circuit de la Sarthe - 4e étape du Brixia Tour - 3e du Prix de Misano-Adriatico | - 2007 - 2e étape du Circuit de la Sarthe - 1re et 7e étapes du Tour du Portugal - 2e de la Coppa Bernocchi - 2e du Prix de Misano-Adriatico |  |

## Résultats sur les grands tours

### Tour d'Italie
2 participations
- 2005 : 143e
- 2007 : abandon (10e étape)

## Classements mondiaux
| Année            | 2005 | 2006 | 2007 | 2008 |
| ---------------- | ---- | ---- | ---- | ---- |
| UCI Africa Tour  |      | 112e |      |      |
| UCI Europe Tour  | 9e   | 48e  | 53e  | 650e |
| UCI Oceania Tour | 5e   |      |      |      |